# Priorij Groenendaal

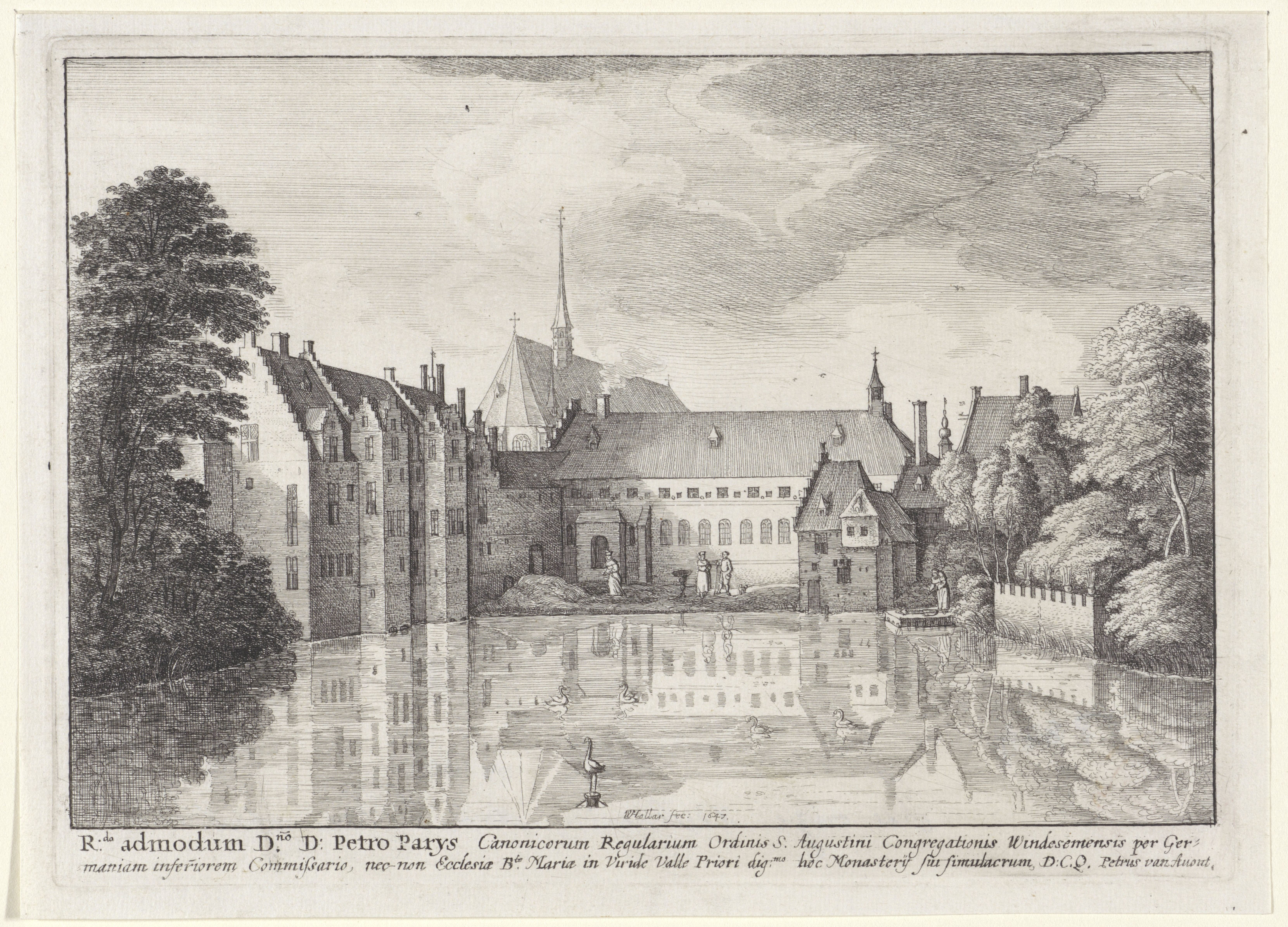
Groenendaal in 1647, prent van Wenceslas Hollar

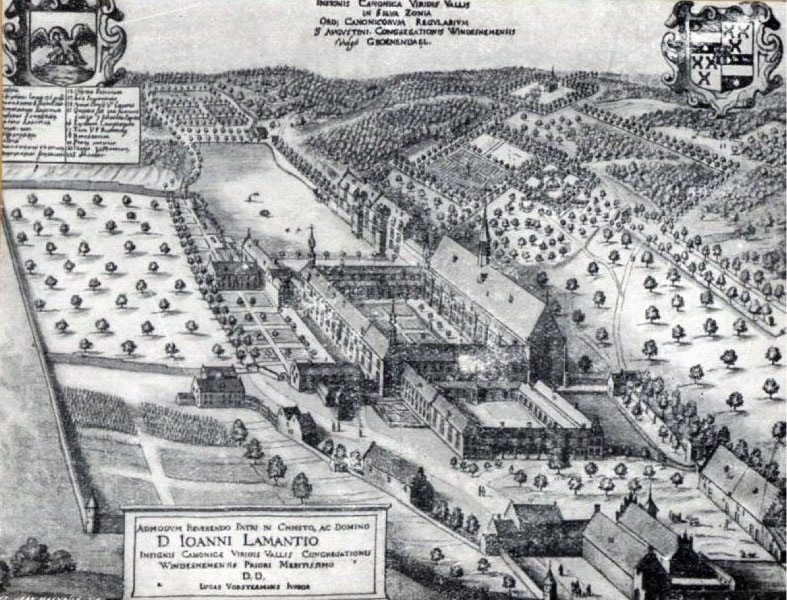
17e-eeuwse gravure van de priorij.

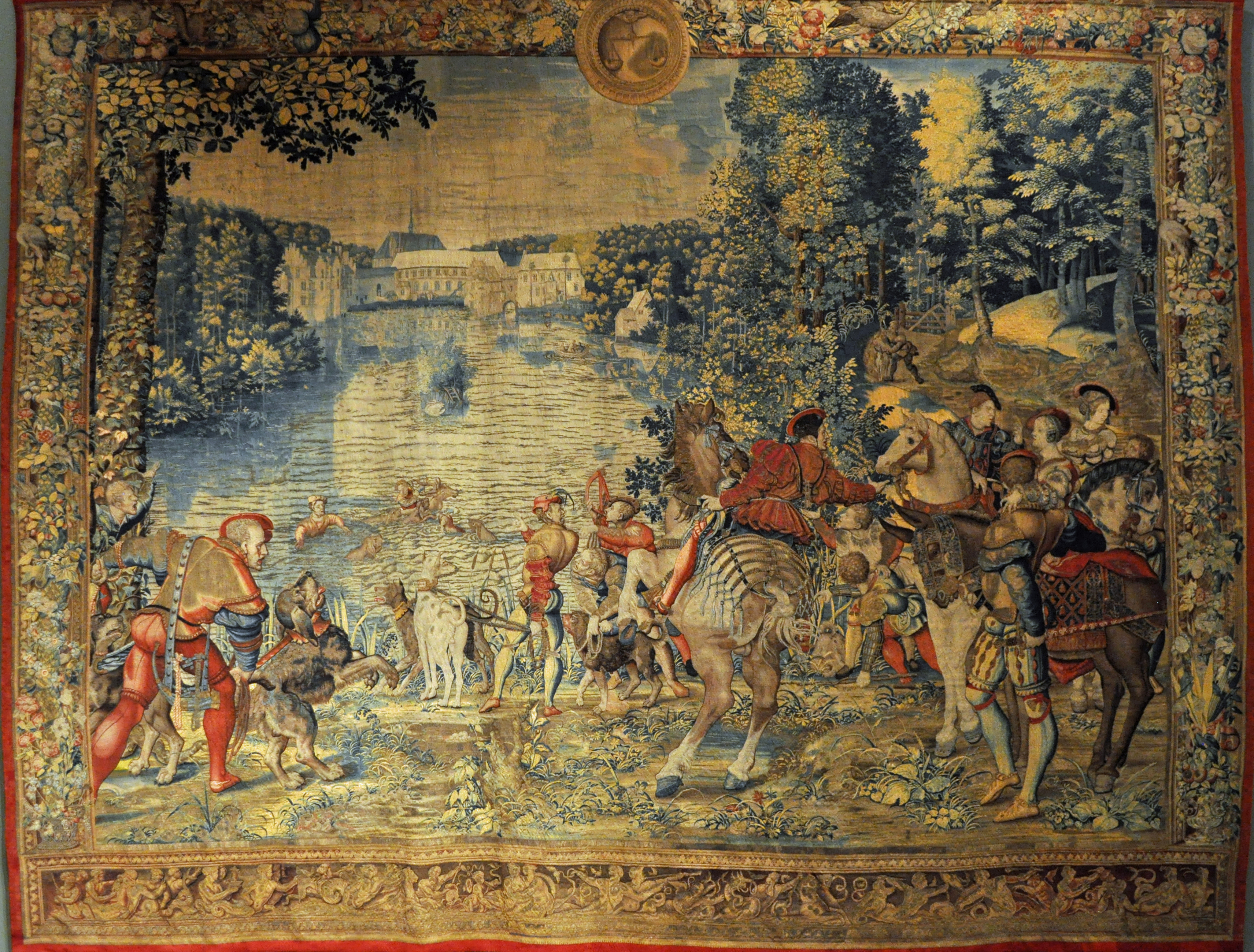
De priorij afgebeeld op het tapijt van de maand september, in de befaamde reeks Jachten van Maximiliaan (1531, Louvre)

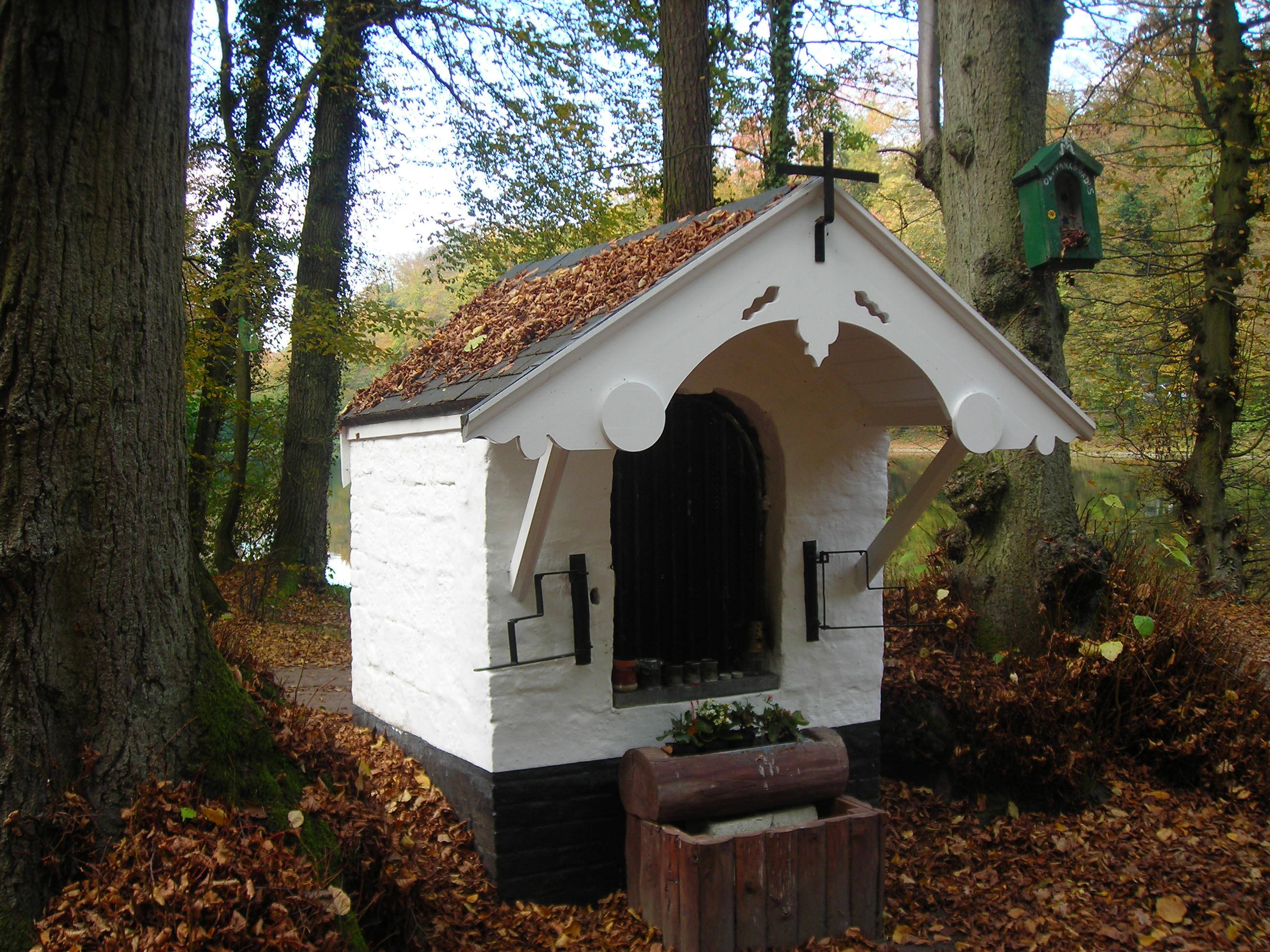
Kapelletje in de buurt van de priorij, gebruikt door Ruusbroec.

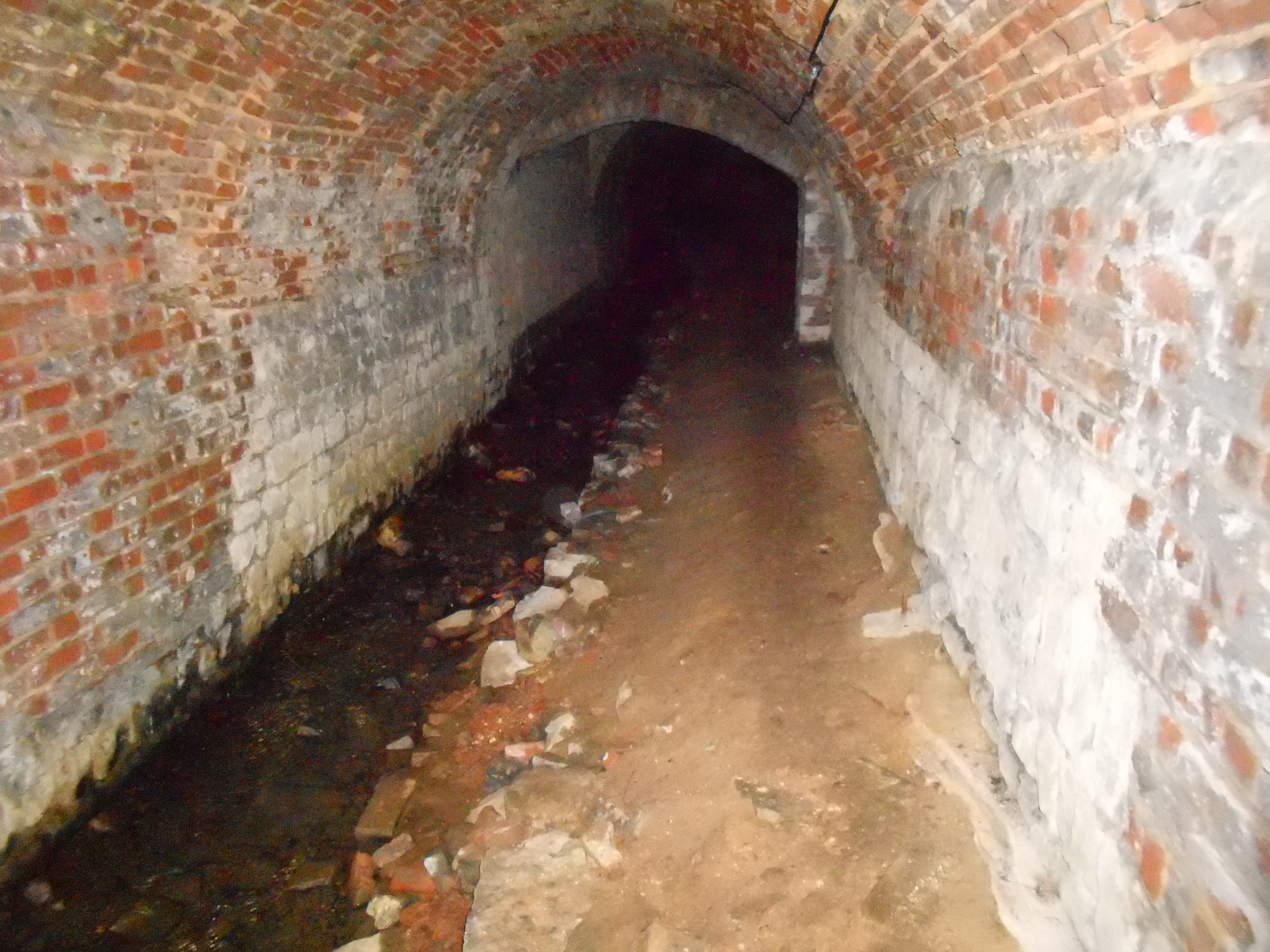
Ingekelderde IJse, bij de priorij.

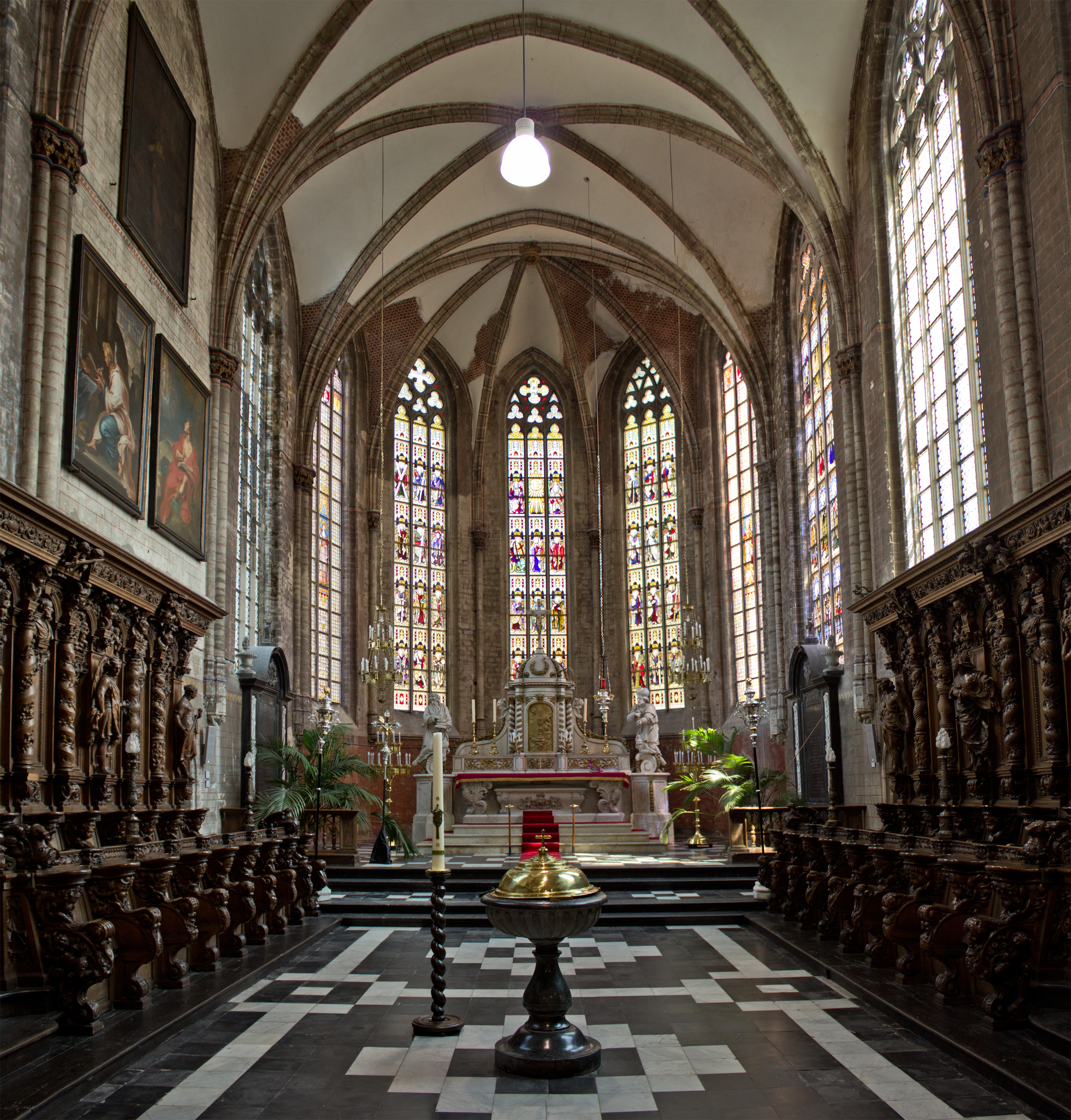
Barok koorgestoelte uit Groenendaal, nu in de Onze-Lieve-Vrouw van Goede Hoop te Vilvoorde.

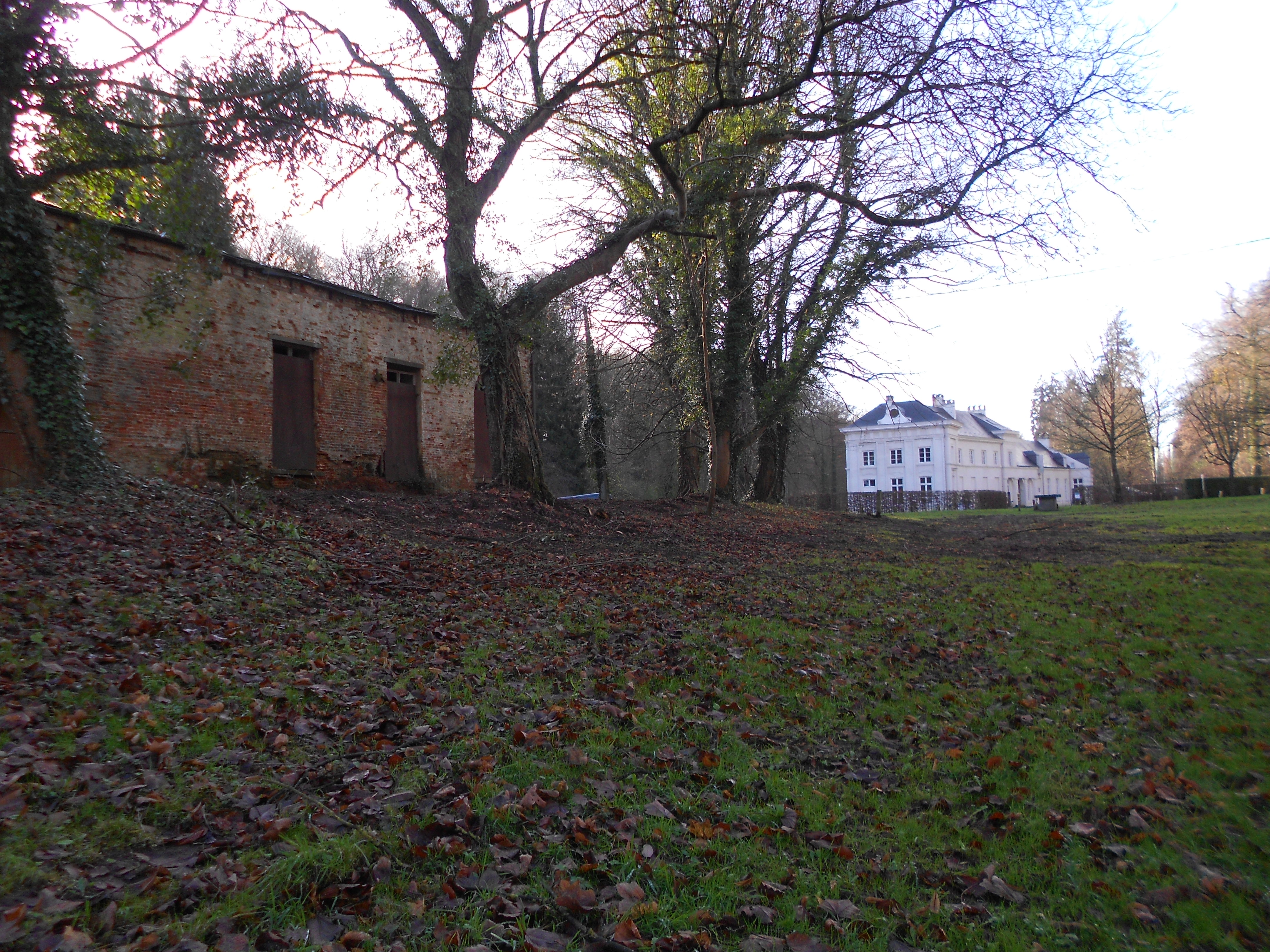
Het gerestaureerde priorshuis uit 1783.

De voormalige Priorij Groenendaal (Latijn: Viridis Vallis) ligt in het Zoniënwoud bij de plaats Groenendaal op grondgebied Hoeilaart, zo'n 10 km ten zuidoosten van Brussel. Ze had een grote uitstraling onder haar eerste prior Jan van Ruusbroec en stond later dicht bij de Habsburgse jagersvorsten. Haar vroegere pracht is grotendeels verdwenen, maar er zijn nog enkele merkwaardige overblijfselen.

## Geschiedenis
Hertogin Johanna van Brabant kende woudland toe aan religieuze vestigingen in de streek. In 1304 stond ze een oud jagersverblijf van Jan II af aan de kluizenaar Johannes de Busco, op voorwaarde dat het na zijn dood naar een ander godvruchtig persoon zou gaan. Hertog Jan III schonk de kluis in 1343 aan Vrank van Coudenberg, kanunnik van het Sint- Goedelekapittel. Met de kapelaans Jan Hinckaert en Jan van Ruusbroec, die dan al mystieke teksten schreef, zocht hij stilte buiten de stadsdrukte (en mogelijk afstand van Bloemardinne). Hoewel ze niet de bedoeling hadden om hun gemeenschap als een klooster in te richten, kwam het er onder kerkelijke druk toch van. Op 13 maart 1349 werd hun gemeenschap erkend als een van augustijnse reguliere kanunniken, volgens de regel en binnen de congregatie van de Parijse abdij van Saint-Victor. Coudenberg werd de eerste proost en Ruusbroec de eerste prior. Hun inkomsten haalden ze uit de verkoop van hout, naast schenkingen en nalatenschappen. Ondanks de gedwongen inlijving bleef hun band met Saint-Victor vrij los.
Het klooster maakte spoedig naam, grotendeels door Ruusbroecs reputatie als een spirituele gids en schrijver. Veel mensen reisden naar Groenendaal om hem te ontmoeten. Na zijn dood in 1381 werden zijn relieken in het klooster bewaard. De geschriften uit Groenendaal kenden in de tweede helft van de veertiende eeuw een niet onaanzienlijke verspreiding. Het ging dan in de eerste plaats over de mystiek in de volkstaal van Ruusbroec, maar ook andere leden van de gemeenschap lieten zich gelden: de op de Latinitas georiënteerde Willem Jordaens (ca. 1310-1372), die in Groenendaal woonde van 1353 tot zijn dood, de kok Jan van Leeuwen (ca. 1310-1378), Godeverd van Wevele (ca. 1320-1396) en Jan van Schoonhoven. Dit was een behoorlijke output voor een gemeenschap van een dertigtal zielen die in eigen onderhoud voorzagen.
Groenendaal was betrokken bij een aantal nieuwe stichtingen, onder meer het Rood-Klooster in Oudergem (1373) en Eemsteyn in Holland (omstreeks 1378). Monniken van Groenendaal leerden hun aangepaste Victorijnenregel ook aan de Priorij van Zevenborren. In 1402 nam Groenendaal de leiding over een monastieke congregatie met vijf instellingen, om ze op 7 mei 1413 samen te brengen in deze van Windesheim, die de Moderne Devotie aanhing.
Groenendaal werd een priorij, die herbouwd werd na een brand in 1435 en uitgebreid onder het prioraat van Thomas Monincx (1467-1483). De site werd een geliefkoosde pleisterplek van jagende Habsburgers: Maximiliaan van Oostenrijk en Filips de Schone, maar vooral de op jagen verzotte keizer Karel V en aartshertogin Isabella. Om de kloosterlingen niet al te zeer te belasten, richtte Filips van Kleef in de nabijheid van de priorij een jachtpaviljoen op (1520). Het kreeg de naam van zijn heerlijkheid, Ravenstein. Een beroemd banket na een jachtpartij bracht zeven gekroonden samen: Karel V en zijn zoon Filips, de weduwe van de Franse koning Eleanora, Maria van Hongarije, Ferdinand van Oostenrijk en zijn vrouw Anna, en Moelay Hassan, de verdreven sultan van Tunis. Om het festijn te markeren werd een eik geplant.
In 1578, onder de Brusselse republiek, werd Groenendaal door de kloosterlingen verlaten. Ze trokken zich terug in hun refuge in Brussel en keerden pas in 1606 naar Groenendaal terug. Met de steun van de aartshertogen Albrecht en Isabella herstelden ze de site en richtten ze aan de linde van Ruusbroec een Loretokapel op. Buiten het kloosterdomein kwam een stoeterij.
Na 1700 werden het Huis van Ravenstein en het gastenkwartier afgebroken. Tegen de late 18e eeuw had de site zijn glans verloren. Het "nutteloze klooster" verscheen op de lijst van instellingen die keizer Jozef II in 1784 met een pennentrek ophief. De kerk en aanhorigheden werden op drie jaar tijd verkocht en grotendeels gesloopt (1787). Tijdens de Brabantse Omwenteling liet men het klooster herleven (1790), maar de komst van de Fransen betekende het definitieve einde (1796). Zelfs de relieken van Ruusbroec, die na de afbraak naar Brussel waren overgebracht, gingen verloren.

## Beschrijving
Een kapel met twee altaren, gebouwd door Ruusbroec, Coudenberg, Hinckaert en de kok Jan van Affinghem, werd in maart 1344 ingewijd. Het klooster was eenvoudig van constructie en had boogramen. Het priorhuis was gebouwd in 1783, net vóór de sluiting. In 2009 is het gerestaureerd. Het scriptorium dateert van kort na 1435 en is door een stijgende waterspiegel in de vroege 16e eeuw verlaten. Het gebouw raakte bedekt en ontsnapte daardoor aan vernieling. In 2005 is dit staaltje van authentieke kloosterarchitectuur teruggevonden. Het wacht evenwel nog op restauratie.
Het washuis uit 1743 is in de 19e eeuw omgebouwd tot boswachterswoning. Het kerkschip werd getransformeerd tot schuur en het meubilair kwam soms elders terecht (de altaren in de Sint-Niklaaskerk van Herfelingen en de Sint Amandus van Erps; het koorgestoelte in O.L.V. van Goede Hoop te Vilvoorde; de biechtstoelen in de Sint-Pieters te Wezembeek). De kloosterhoeve, die na 1777 opgetrokken werd, doet nu dienst als het Bosmuseum Jan van Ruusbroec. Er bevindt zich ook een watermolen uit 1662. Hij werd in de tweede helft van de 18e eeuw omgebouwd tot een huis.
De overblijfselen van de voormalige priorij zijn sinds 1998 beschermd.

## Bekende priors en monniken
- Jan van Ruusbroec
- Jan Hinckaert
- Willem Jordaens
- Jan van Leeuwen
- Godeverd van Wevele
- Jan van Schoonhoven
- Hendrik Selle, inquisiteur van de vrijgeesterijsekte Homines intelligentiae
- Thomas Monincx
- Arnold Gheyloven, auteur
- Amalrik Taye, abt van Affligem

## Iconografie (selectie)
- 1531 - Barend van Orley, Jachten van Maximiliaan - September, Louvre
- 1612 - Denijs van Alsloot, Gezicht op de abdij van Groenendaal in de lente, olieverf op doek, 45,5 × 85 cm, Brussel, KMSKB, inv. nr. 3458
- ca. 1600-1650 - pentekening ingevuld met waterverf, anoniem[6]
- 1621 - Denijs van Alsloot, Gezicht op de abdij van Groenendaal in de winter
- 1647 - Wenceslas Hollar
- 1649 - Lucas Vorsterman
- 1726 - anoniem gezicht in vogelperspectief, uit Chorographia Sacra Brabantiae, deel II, blz. 16

## Trivia
- De eik die het banket der zeven gekroonde hoofden markeerde, is in de 19e eeuw vervangen door zeven linden. In 1985 is terug een zomereik aangeplant op de plek.[7]
- Om te gedenken dat keizer Karel er een reiger had geschoten vanop 912 voet, zou op een stenen pilaar in de vijver een koperen beeld van een reiger zijn geplaatst, en op de oever een beeld van de keizer die op hem mikte, met zijn haakbus als spuitmond van een fontein. Dit vertellen tenminste de De heerelycke ende vrolycke daeden van Keyser Carel den V, die de reiger ook een gedicht in de bek leggen.

## Voetnoten
1. ↑  Bernard McGinn, The Varieties of Vernacular Mysticism, New York, Herder & Herder, 2012, p. 62
2. ↑  Marcus Mastelinus, Necrologium monasterii Viridis vallis ordinis Canonicorum Regularium S. Augustini congregationis Lateranensis, et capituli Windezemensis, in nemore Zoniae propè Bruxellam, Brussel, Jan van Meerbeeck, 1630
3. ↑  Jules Chifflet, Les marques d'honneur de la maison de Tassis, Antwerpen, Moretus, 1645, p. 74
4. ↑  Bosmuseum Jan van Ruusbroec
5. ↑  Augustijnerpriorij (ID: 39792), Inventaris Onroerend Erfgoed
6. ↑  Gezicht op de priorij van Groenendaal bij Brussel, anoniem, 1600 - 1650, Rijksmuseum
7. ↑  Overblijfselen van de priorij van Groenendaal, Gemeente Hoeilaart, 2016

- Gemeinsame Normdatei: 811143-1
- Virtual International Authority File: 46154198299820230001

Abdij van Vorst (1105) · Abdij Ter Kameren (1201) · Priorij Hertoginnedal (1262) · Priorij Groenendaal (1349) · Rood Klooster (1374) · Priorij Zevenborren (1388) · Priorij Ter Cluysen (1399) · Priorij Bois-Seigneur-Isaac (1416) · Klooster van Boetendaal (1467) · Kapucijnenklooster van Tervuren (1626)